# Segmento D
El segmento D es una clase de automóviles que se ubica entre los segmentos C y E. Generalmente tienen espacio para cinco adultos, o para siete u ocho adultos en el caso de los monovolúmenes.
Actualmente estos automóviles miden aproximadamente entre 4,50 m y 4,85 m de largo, sea en carrocería liftback, sedán, familiar o monovolumen. Los modelos más económicos suelen ser más largos, mientras que los más costosos suelen ser más cortos, tener un voladizo delantero y batalla más grandes. Los motores van en el primer caso desde cuatro cilindros de 1.6 litros de cilindrada hasta seis cilindros de 3.0 litros, y en el segundo hasta ocho cilindros de 6.2 litros como el Mercedes-Benz Clase C63 AMG.
Dentro del segmento D hay varios subsegmentos que corresponden a los tipos de automóvil. Un automóvil de turismo del segmento D se suele denominar "automóvil mediano" o "mediano grande";[cita requerida] un automóvil todoterreno de este tamaño se llama "todoterreno mediano"; y un monovolumen del segmento D es un "monovolumen grande".

Segmento D
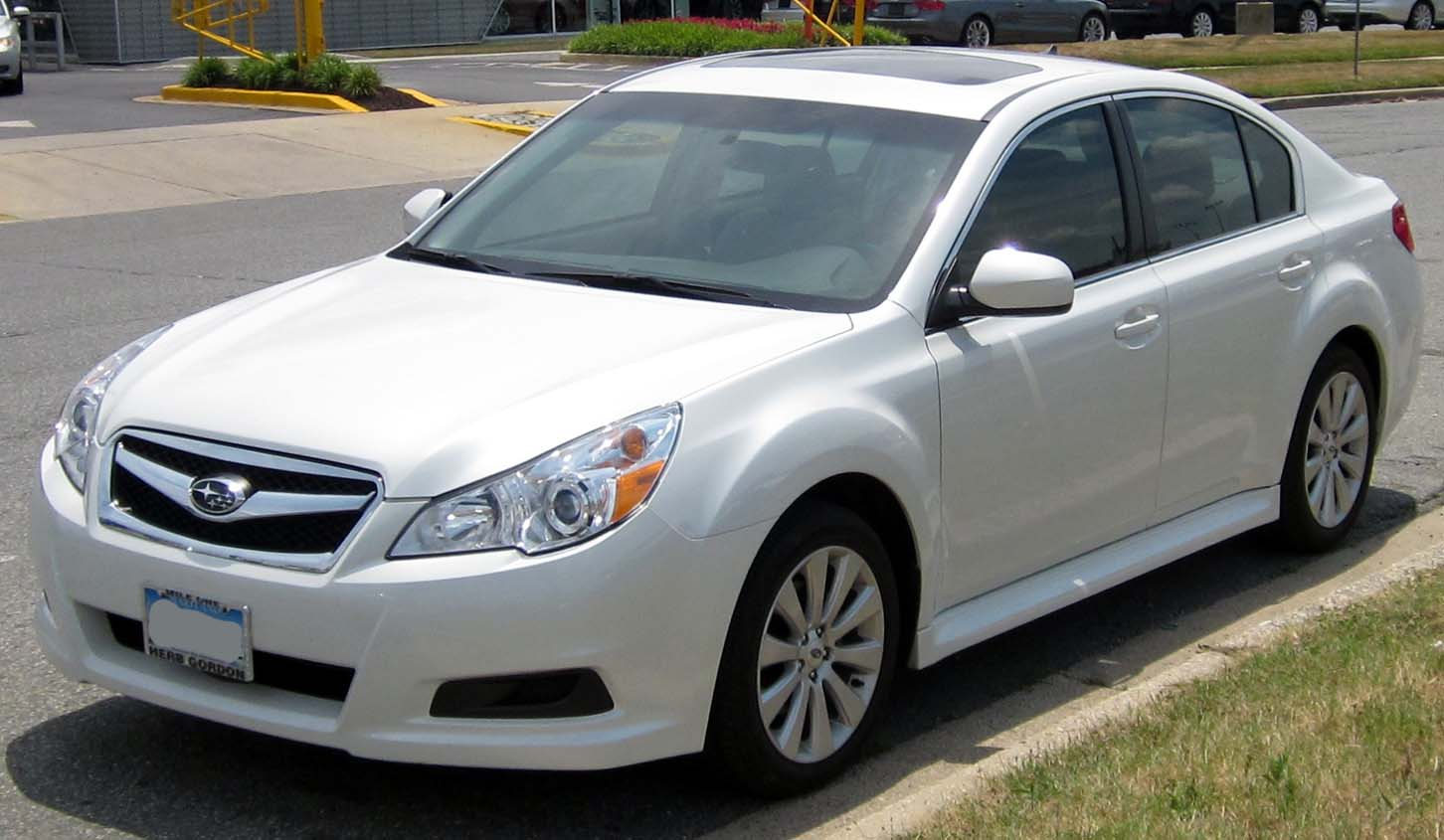
Subaru Legacy, un sedán del segmento D.
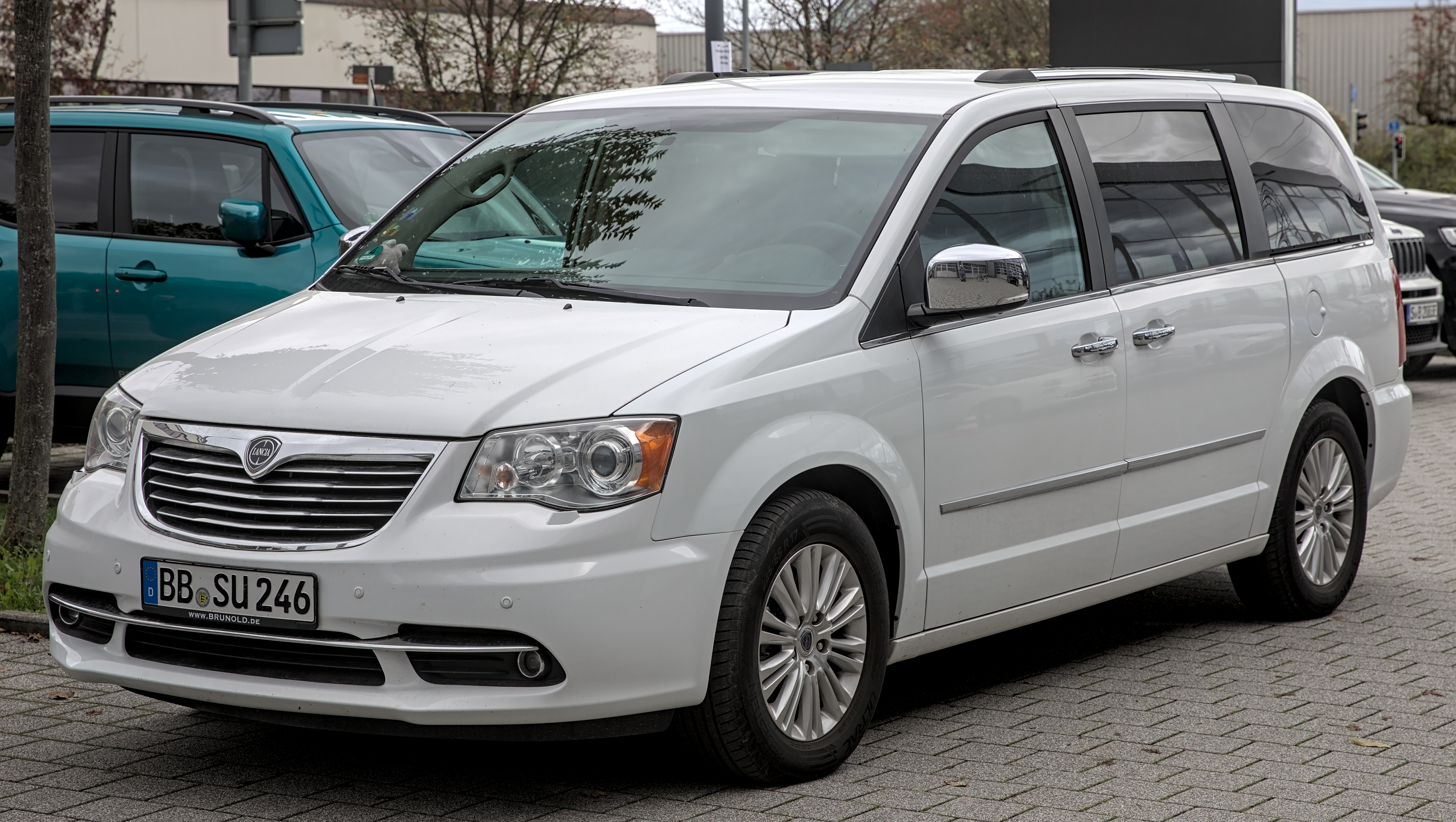
Lancia Voyager, un monovolumen del segmento D.
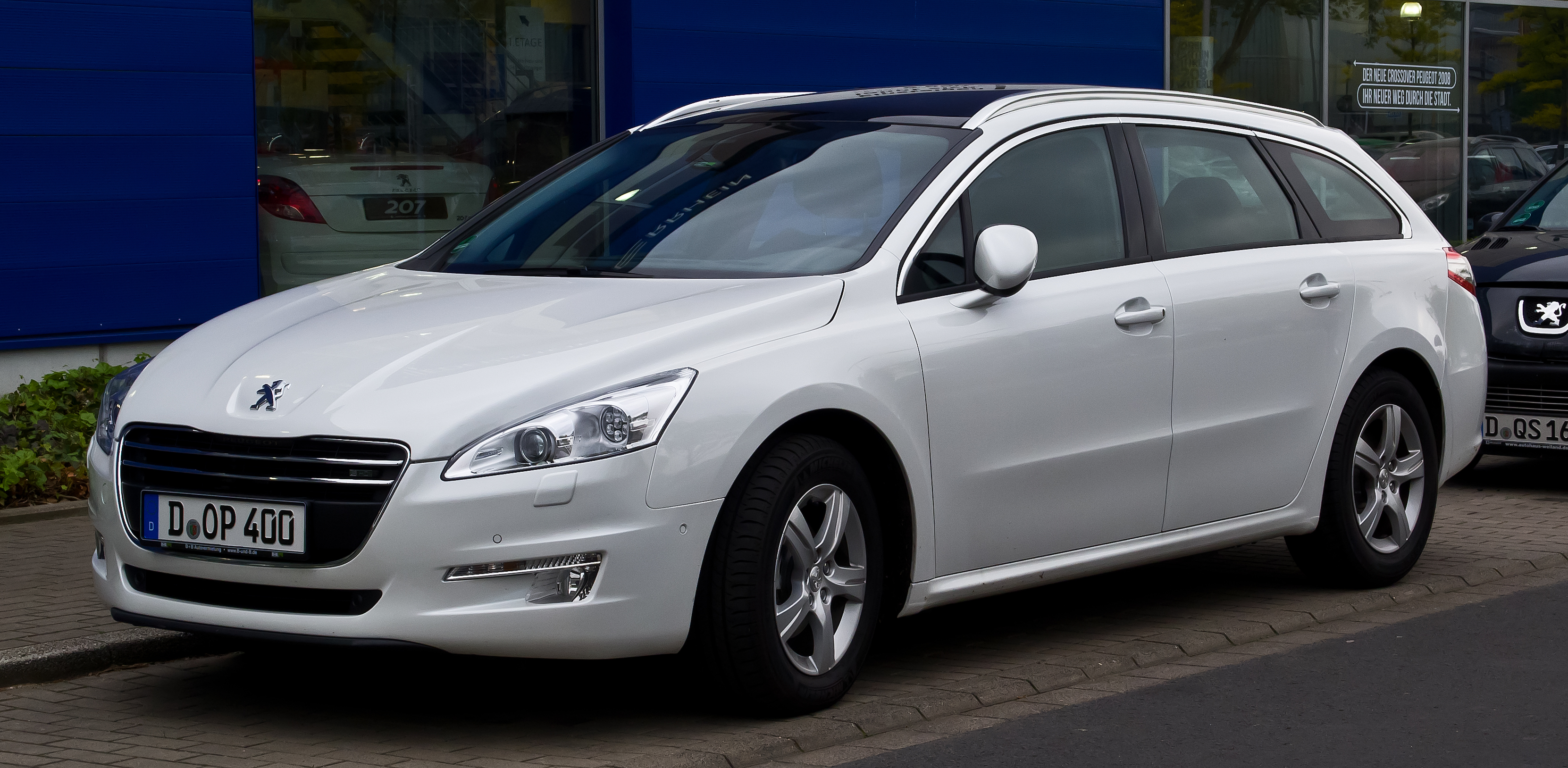
Peugeot 508 SW, un familiar del segmento D.